# Mémoriaux, fosses et cimetières du choléra
Les fosses et cimetières du choléra étaient des lieux d'inhumation utilisés en cas d'urgence lorsque le choléra était répandu. Ces fosses communes étaient souvent non marquées et étaient placées dans des endroits éloignés ou spécialement sélectionnés. Les craintes de la population concernant la contagion, le manque de place dans les cimetières existants et les restrictions imposées aux déplacements des personnes d'un endroit à l'autre ont également contribué à leur création et à leur utilisation. De nombreuses victimes étaient pauvres et n'avaient pas les moyens d'acheter des pierres commémoratives. Des mémoriaux ont ensuite souvent été placés sur ces lieux d'inhumations. 

## Allemagne

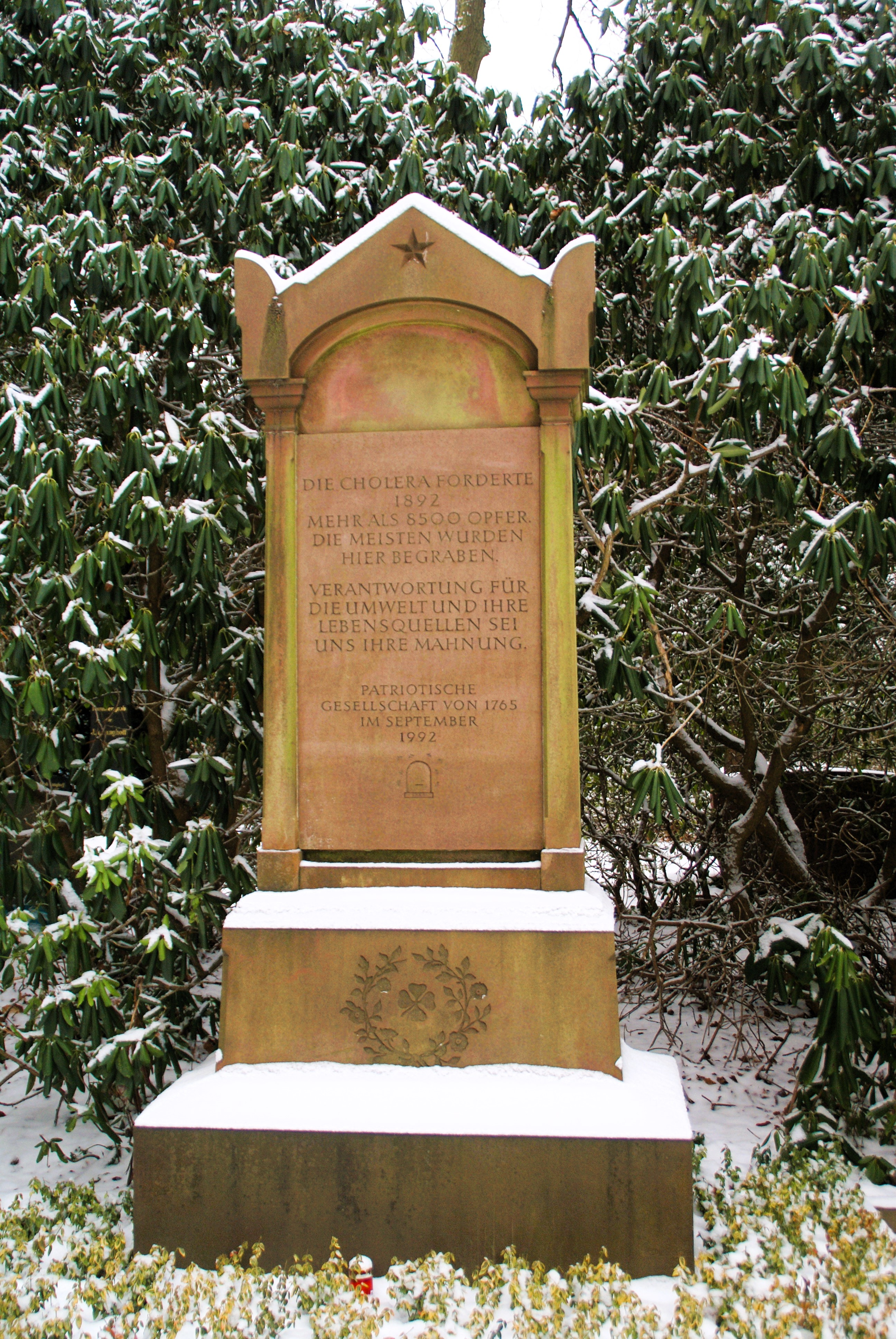
Mémorial au cimetière Ohlsdorf pour les 6500 victimes de l'épidémie de 1892

## Autriche

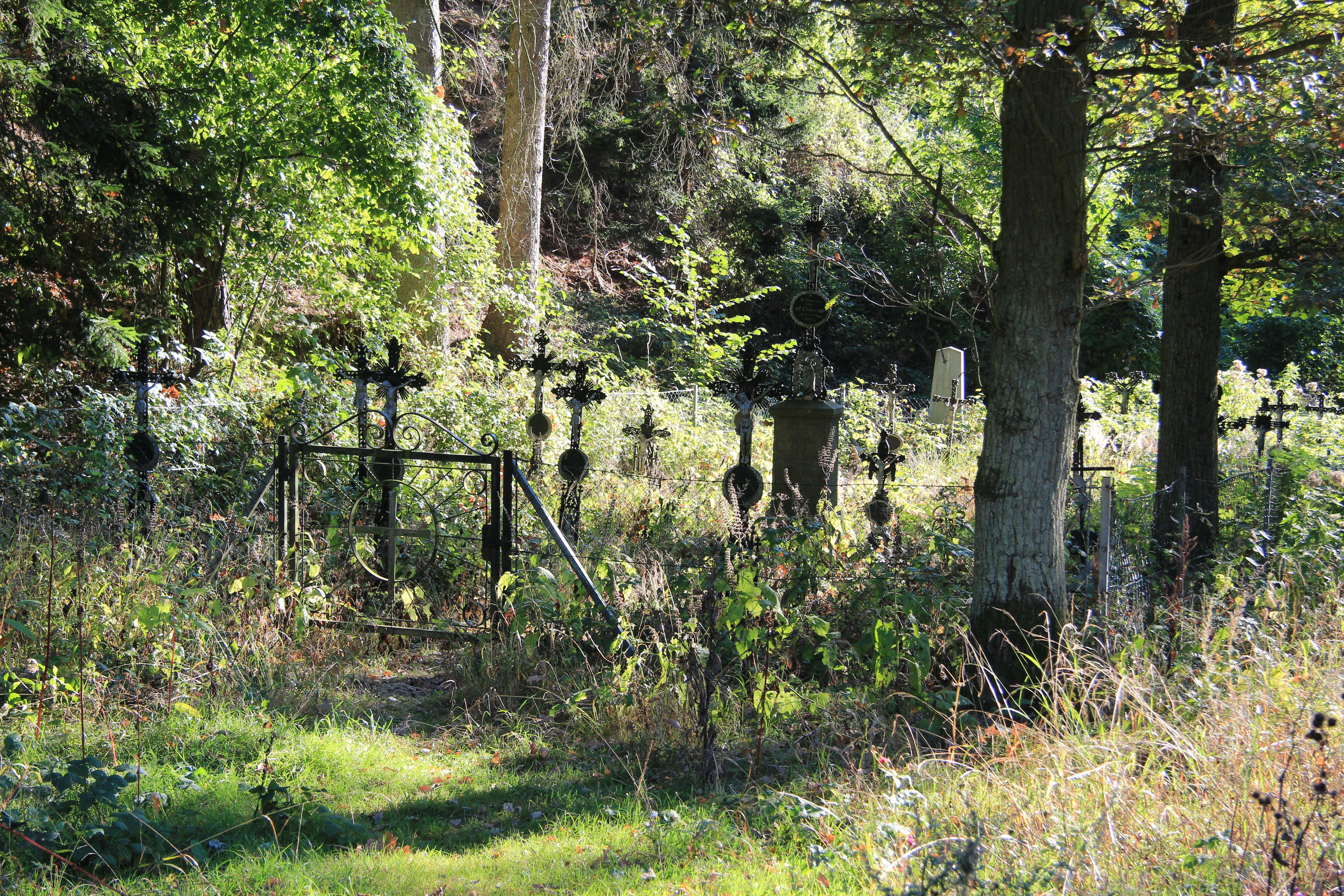
Cimetière du choléra de Maria Dreieichen

## France

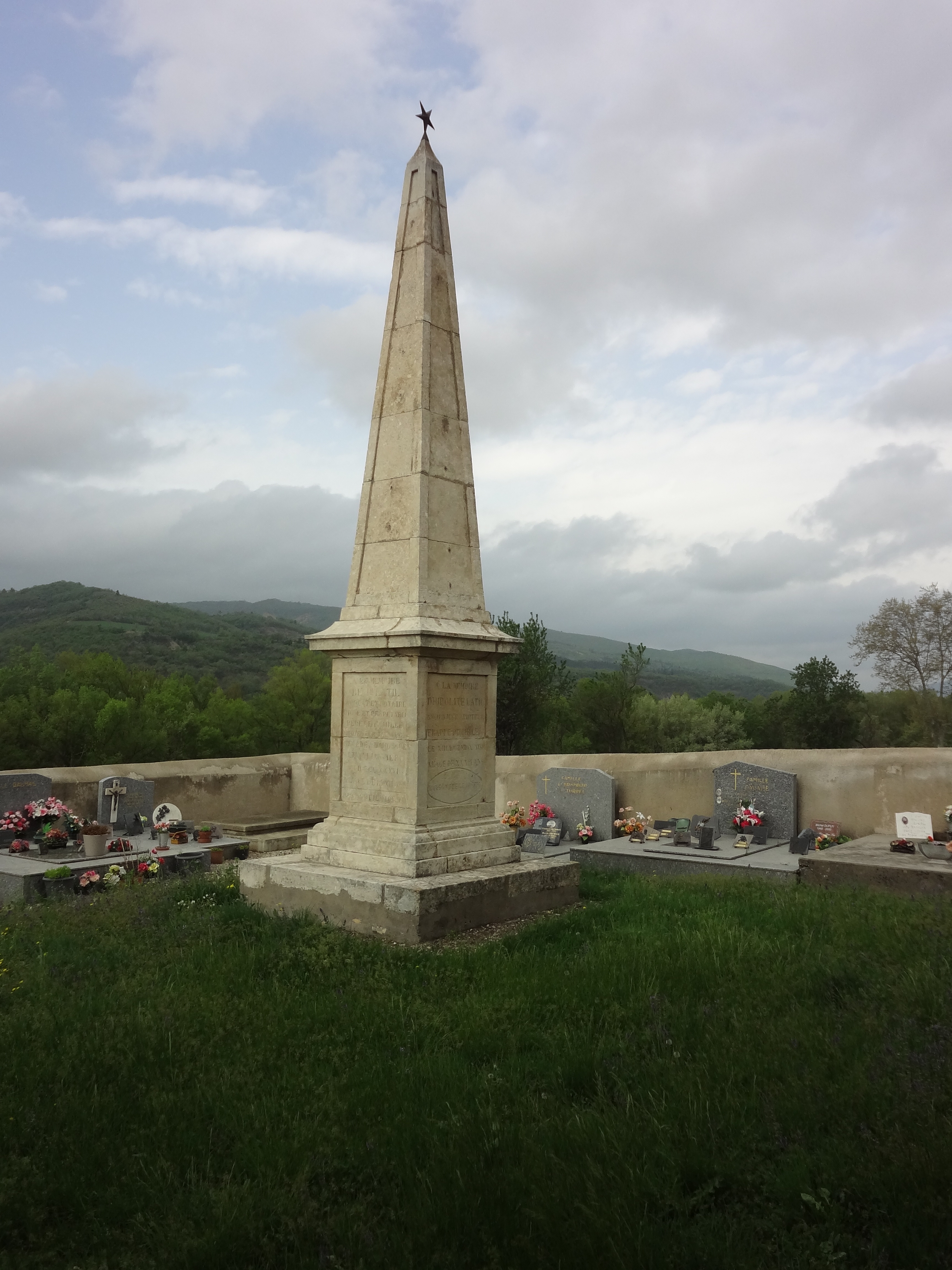
Obélisque à Mirabeau en mémoire de victimes d'une épidémie de choléra
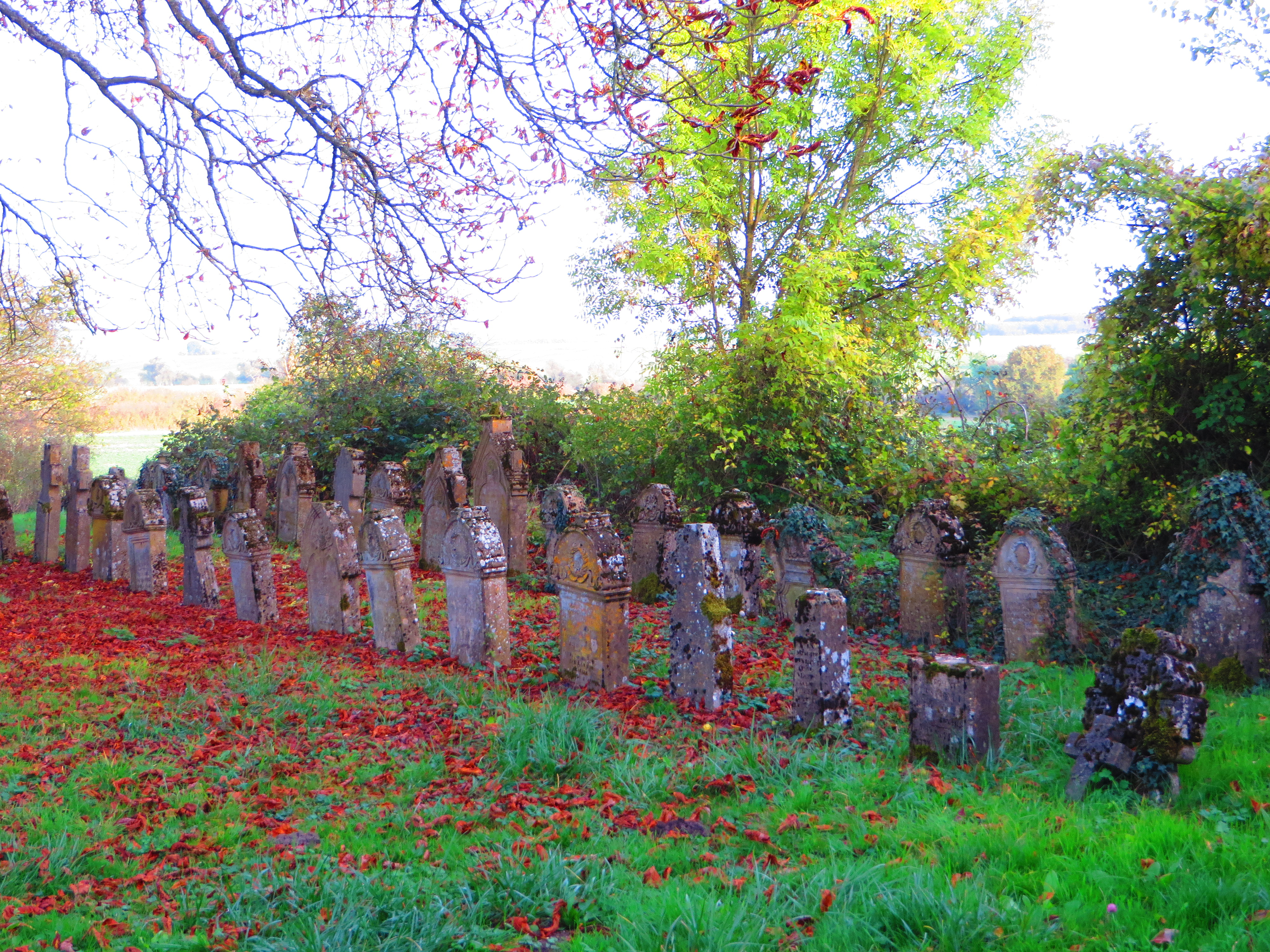
Cimetière du choléra de Servigny-lès-Raville
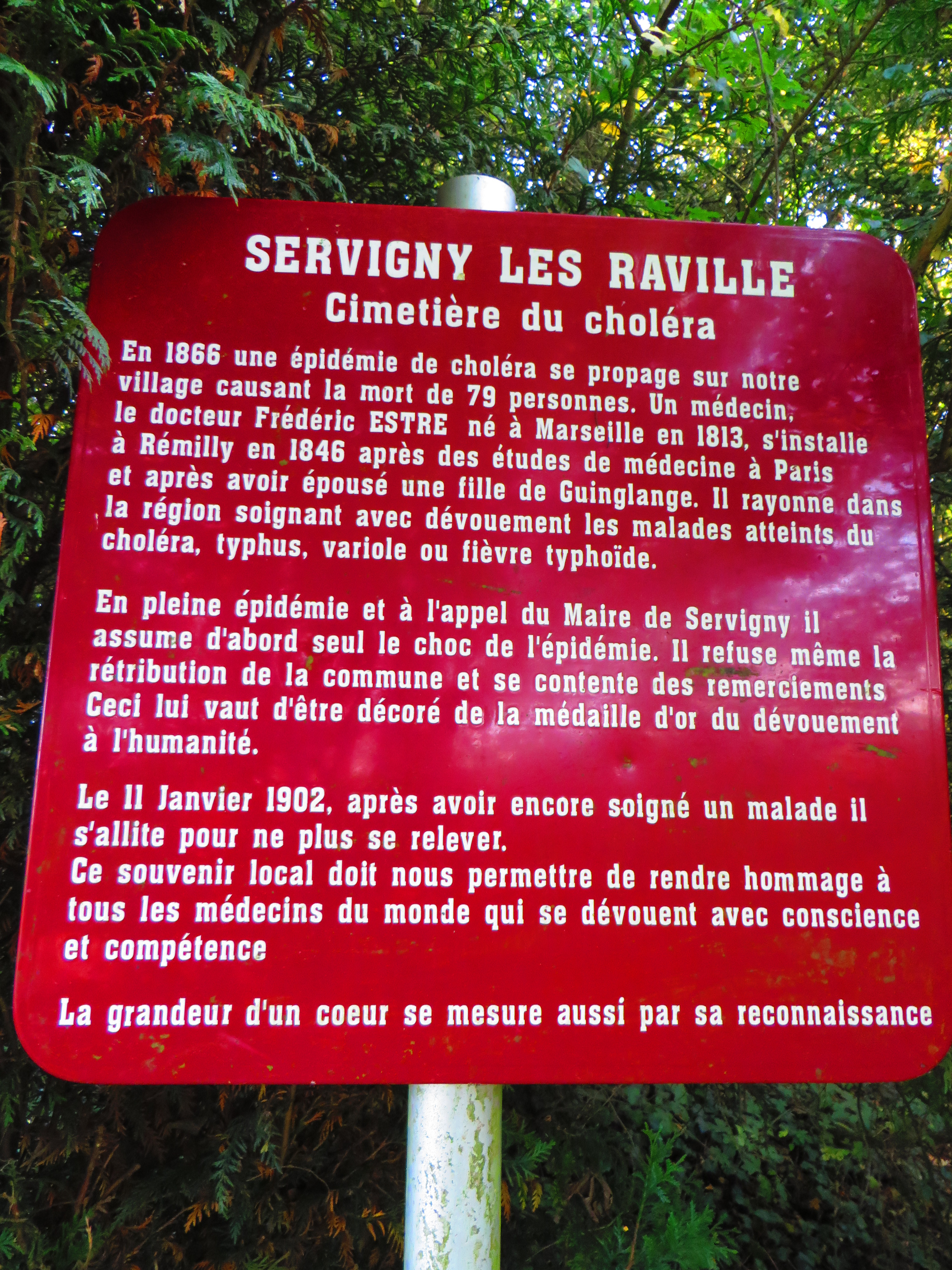
Mémorial du cimetière du choléra de Servigny-lès-Raville qui rend hommage au médecin Frédéric Estre qui officia pendant l'épidémie de 1866
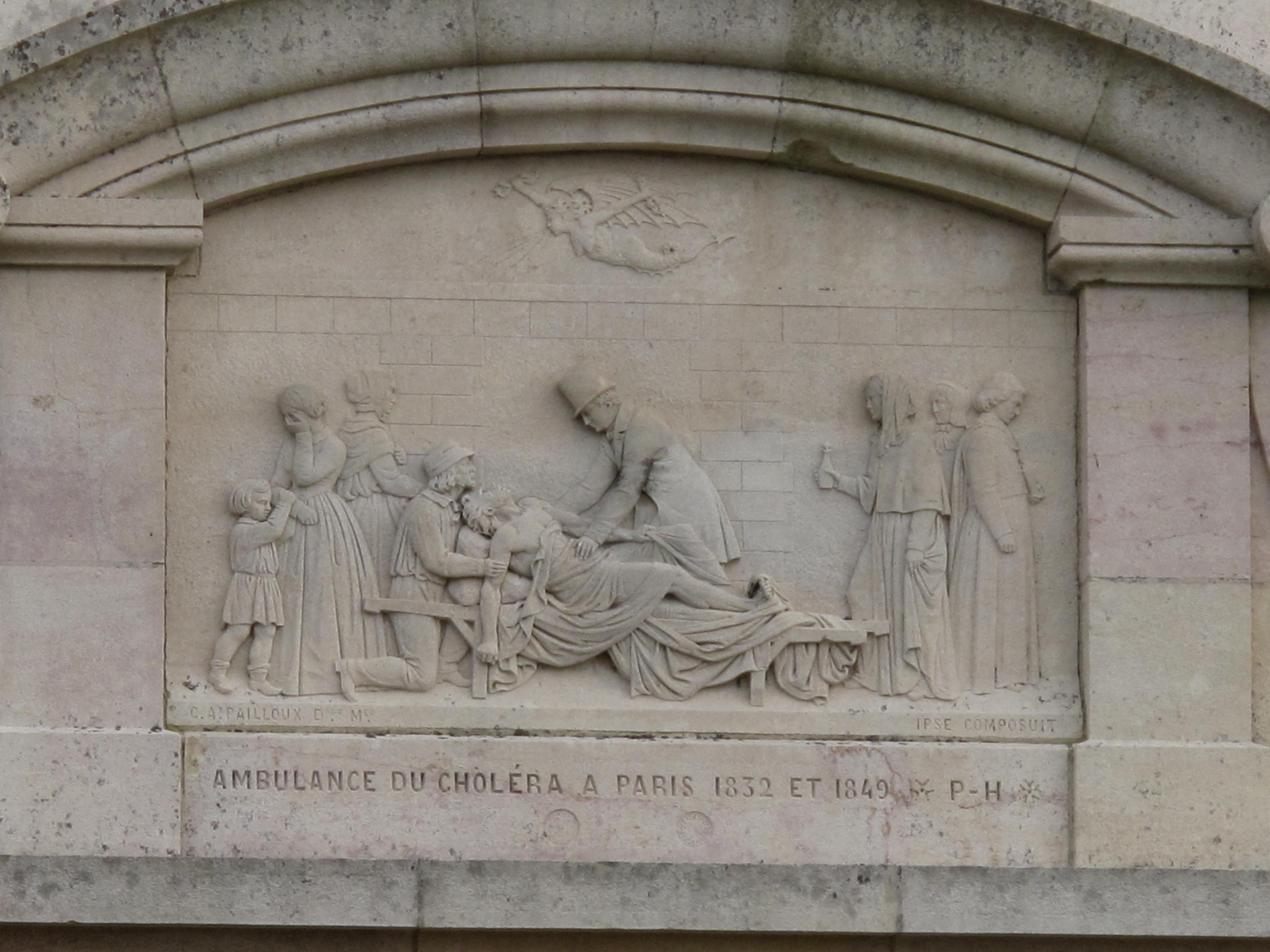
Bas-relief sur l'ambulance du choléra à Paris en 1832 et 1849. Sépulture Pailloux-Haumontré, Saint-Ambreuil, Saône-et-Loire.
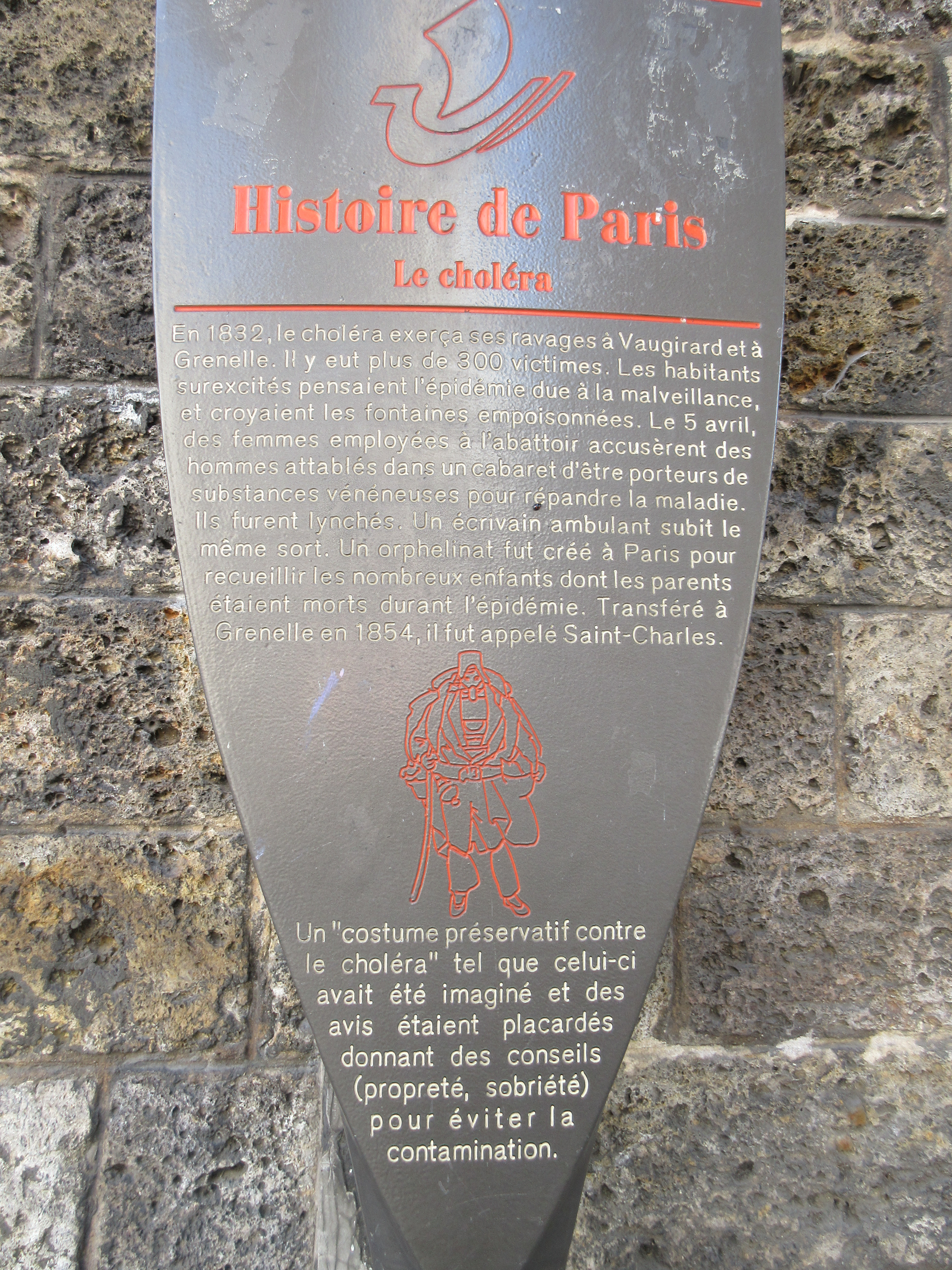
Panneau Histoire de Paris sur le choléra, rue de Vaugirard.

## Hongrie

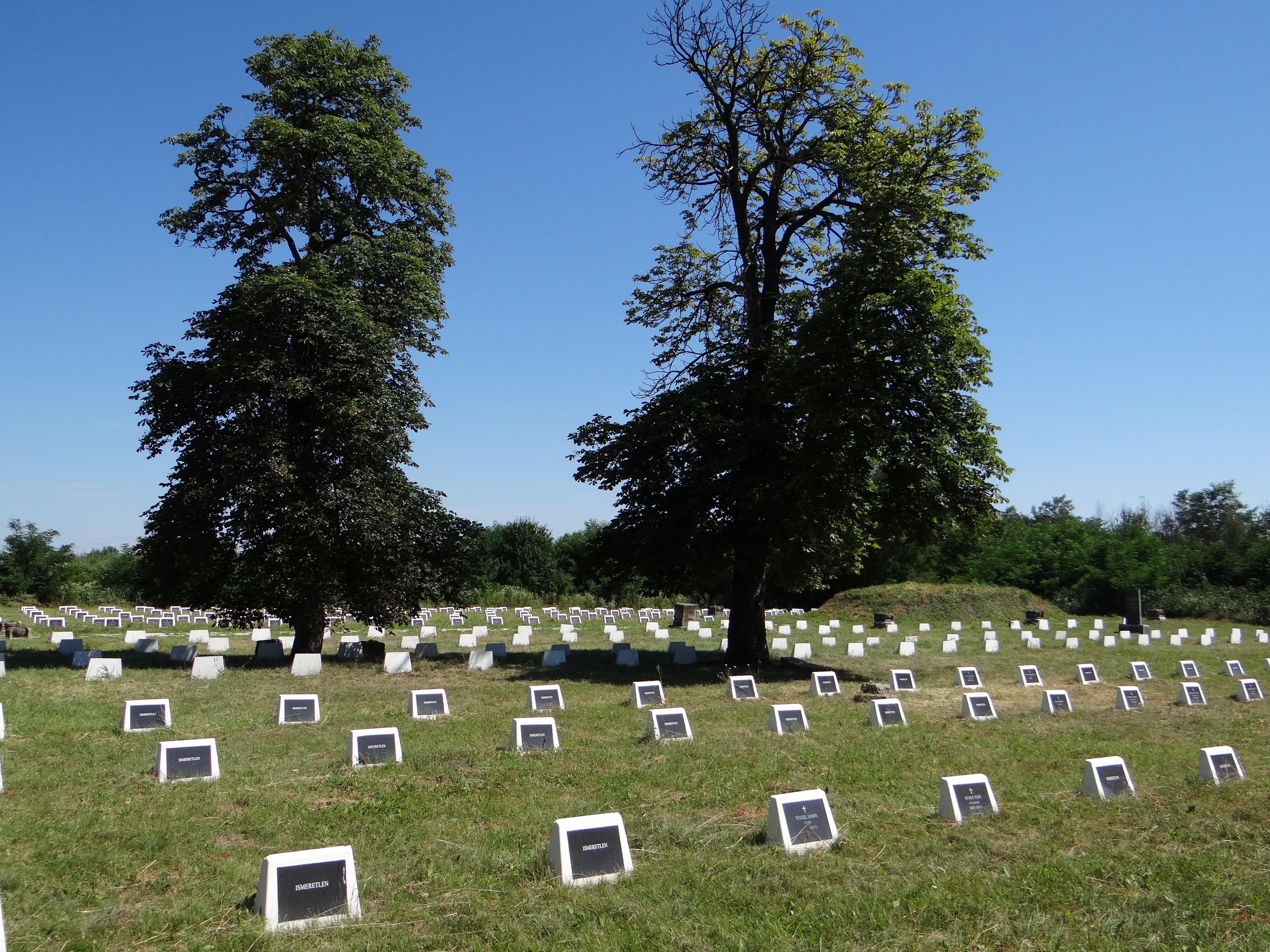
Cimetière du choléra de Miskolc

## Pologne

Cimetières du choléra et mémoriaux en Pologne
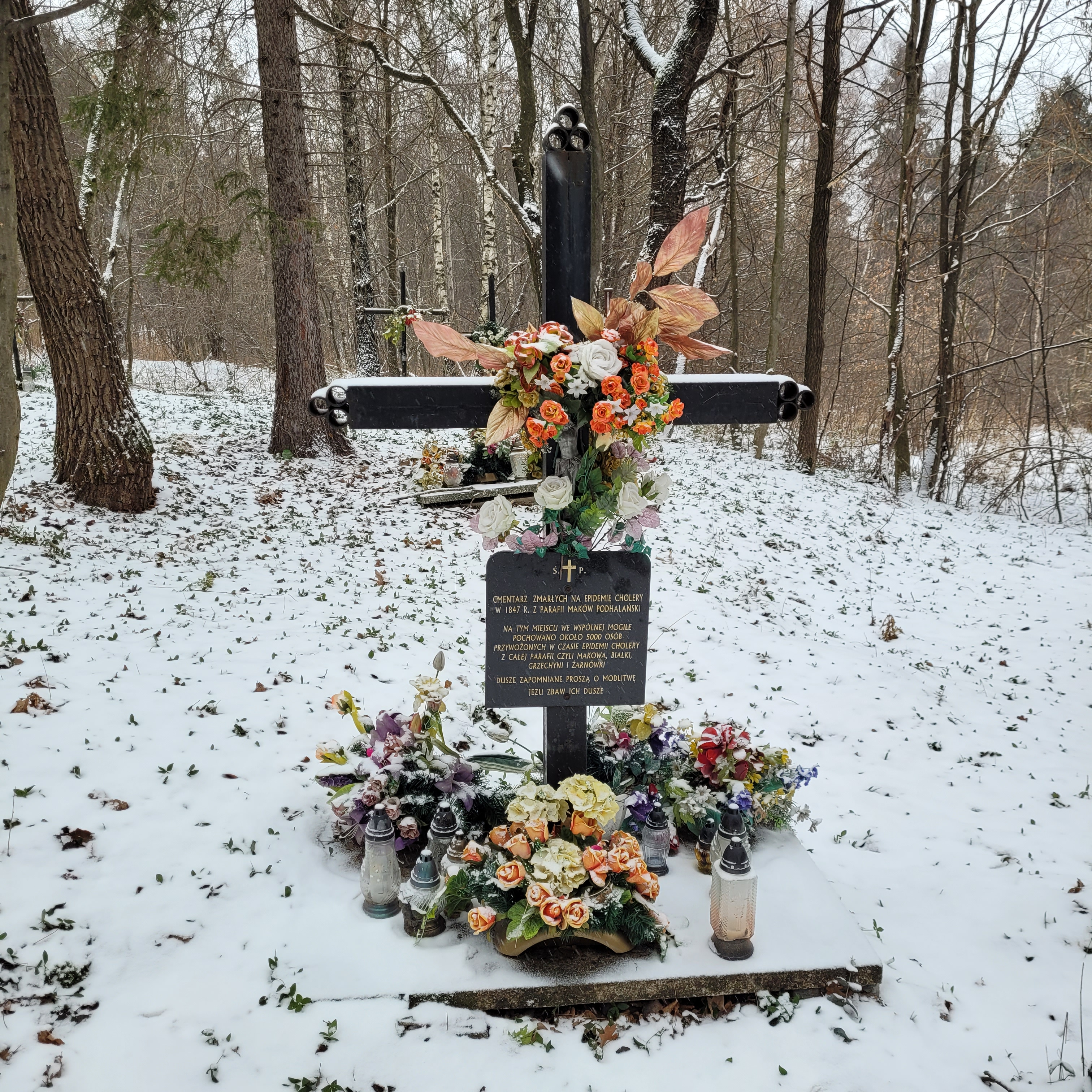
Cimetière du choléra de Białka et mémorial (épidémie de 1847) à Białka
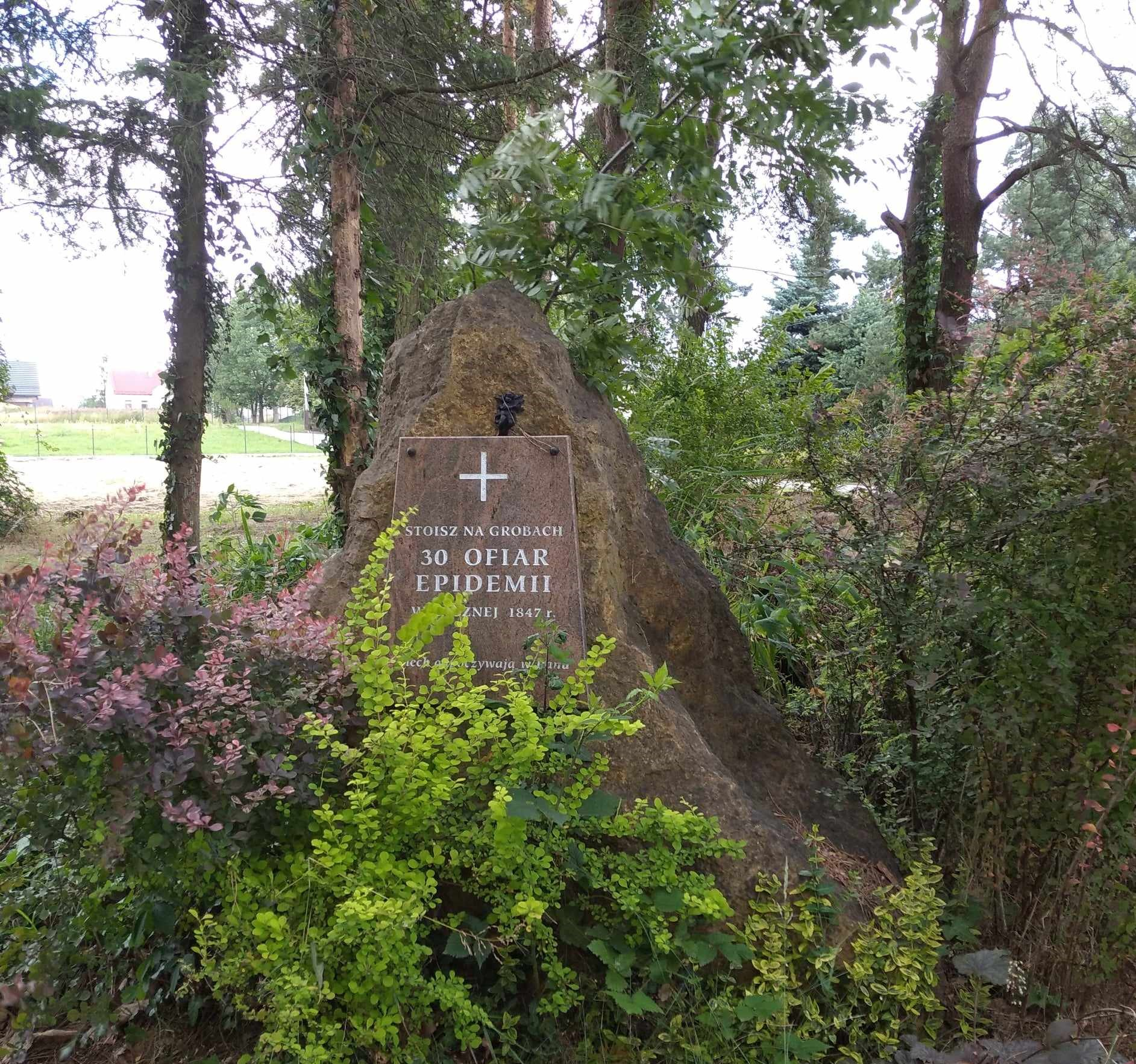
Mémorial à Rączna.
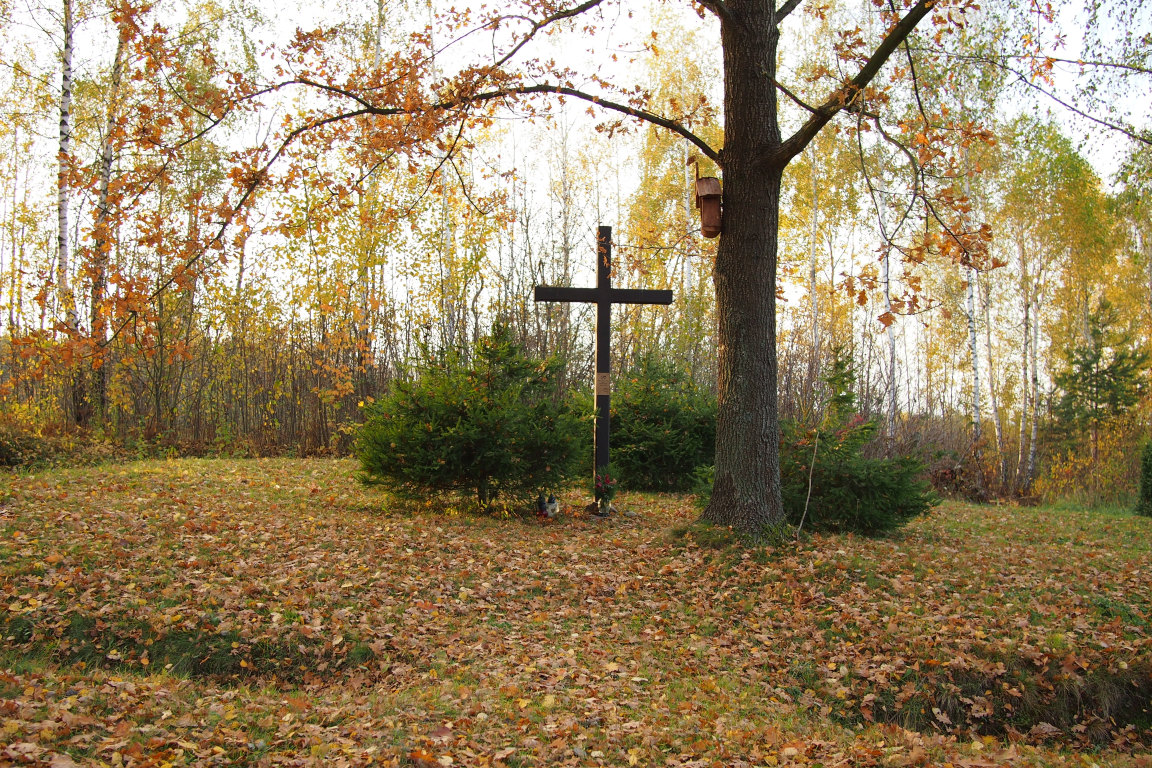
Le cimetière du choléra de Świnia Góra.
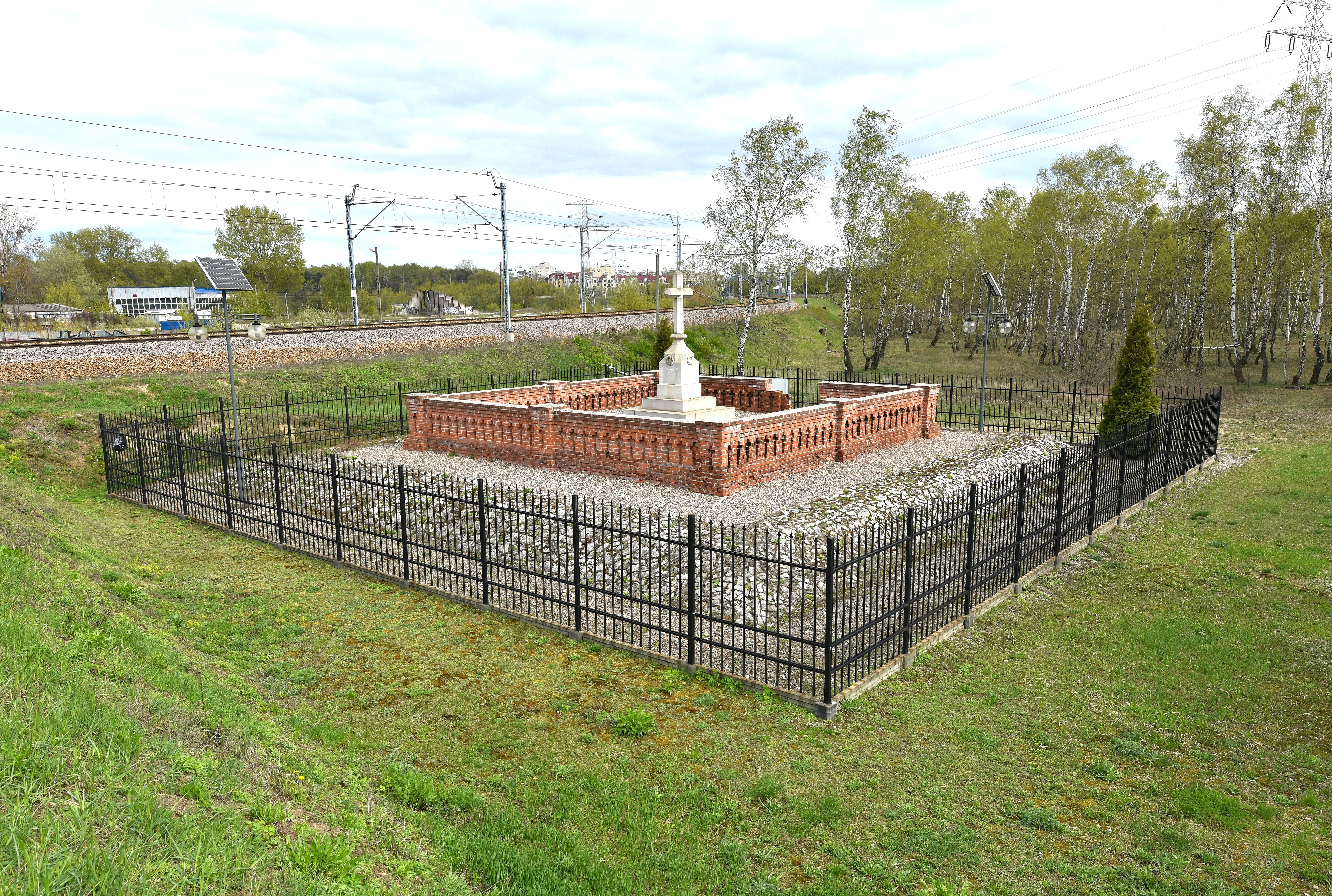
Le cimetière du choléra de Varsovie.

## Royaume-Uni

Fosses
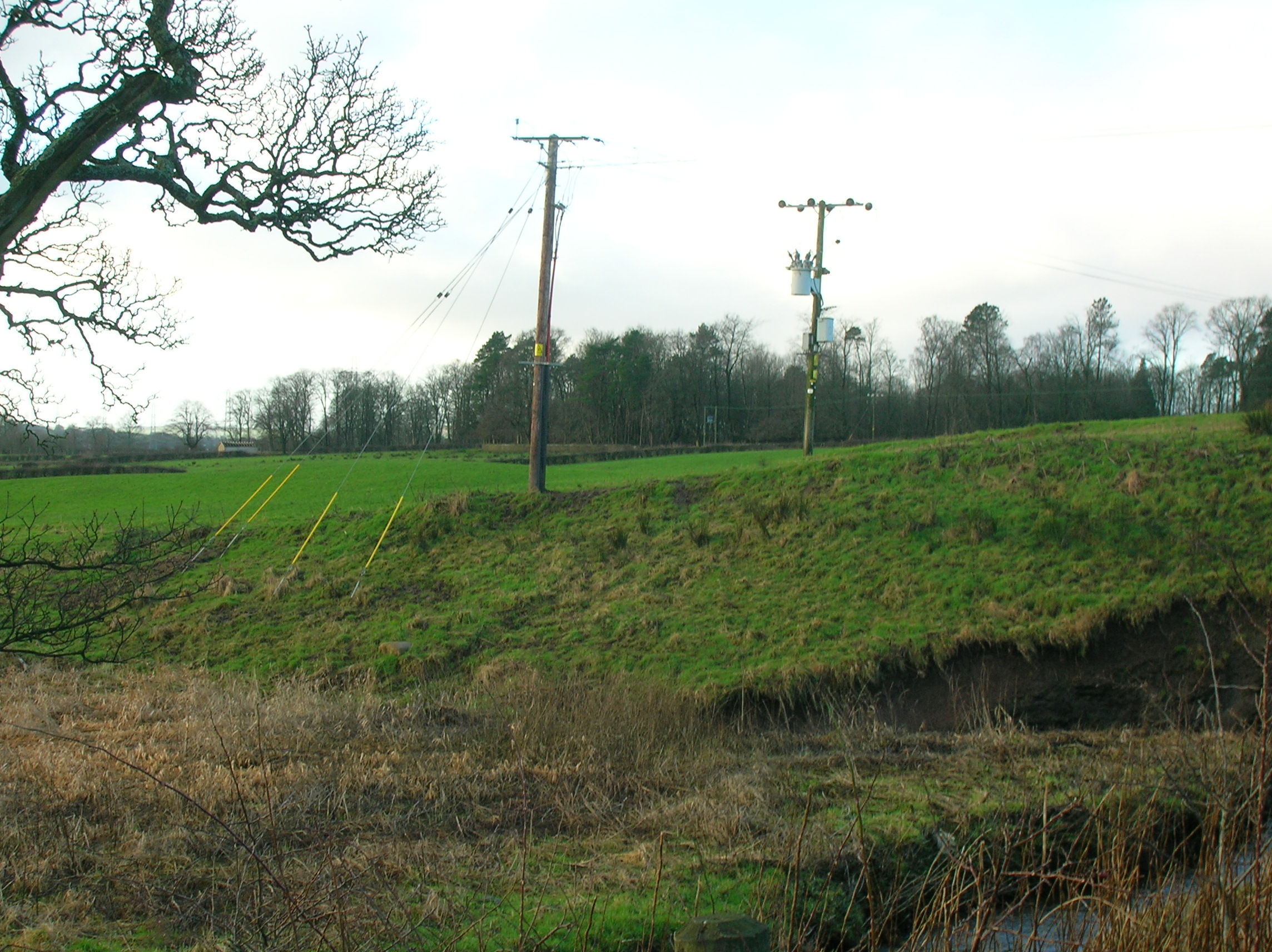
Le site de la fosse du choléra de 1834 près de Spier's School (en), North Ayrshire, Écosse.
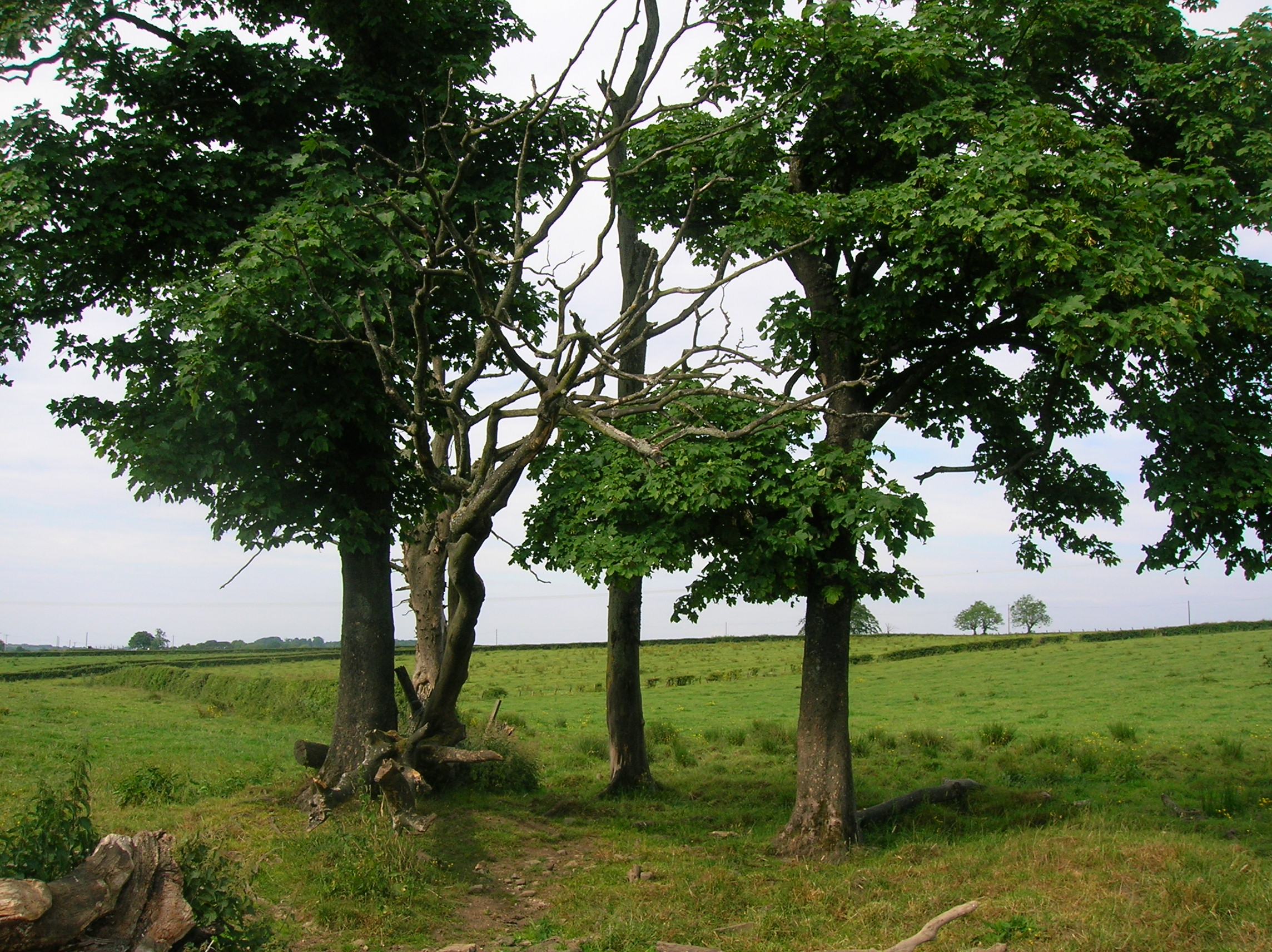
Détail du site de la fosse du choléra près de la ferme Soth Barr, Barrmill (en), Ayrshire, Écosse.
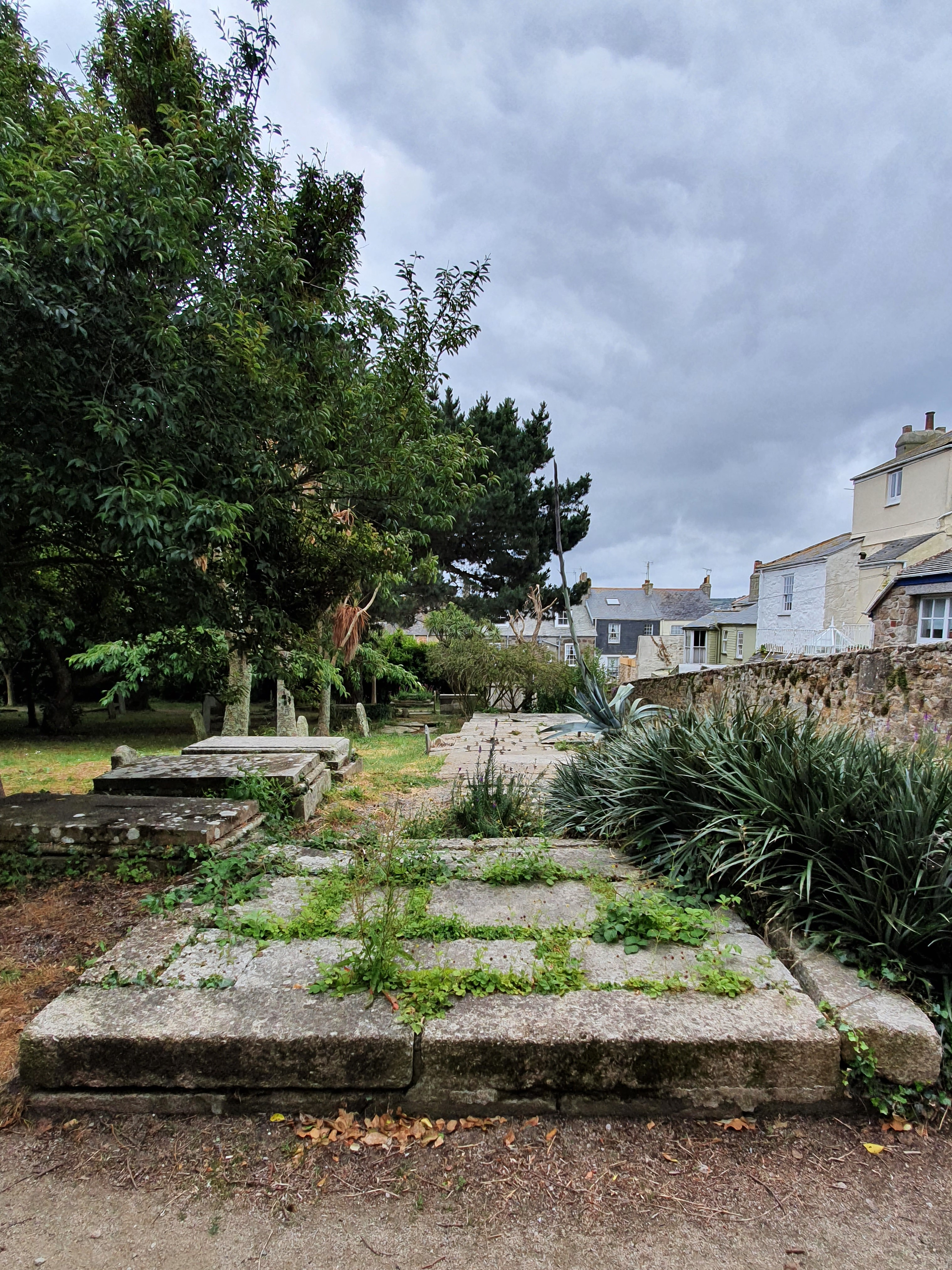
Fosse de Penzance, où 64 décès dus au choléra ont été enregistrés au cours des trois mois de septembre à novembre 1832. À Newlyn, qui se trouvait alors dans la paroisse de Paul, il y en a eu plus de cent[1].
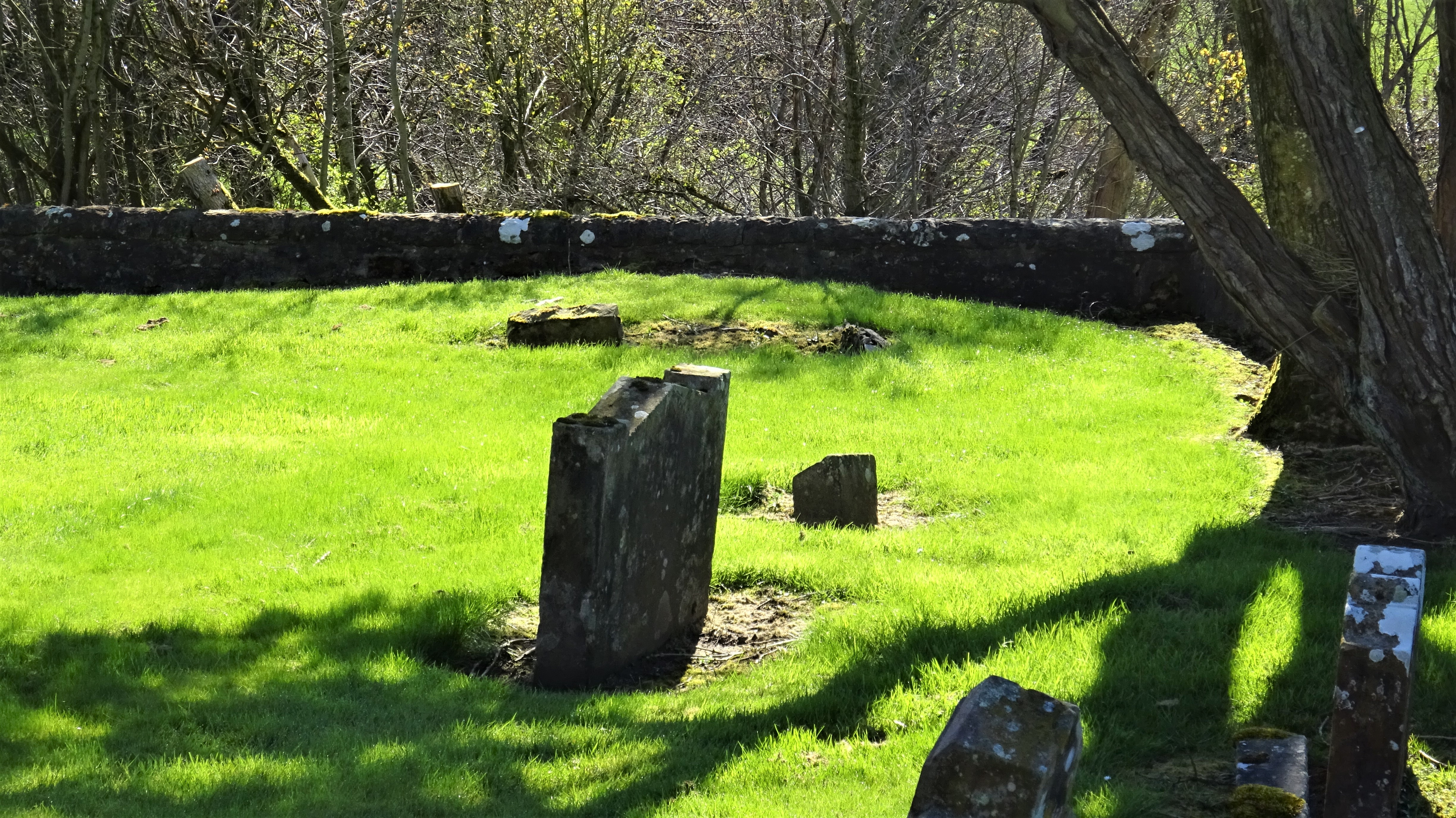
Église St Maurs-Glencairn, site de la fosse du choléra, East Ayrshire, Écosse.

Mémoriaux au Royaume-Uni
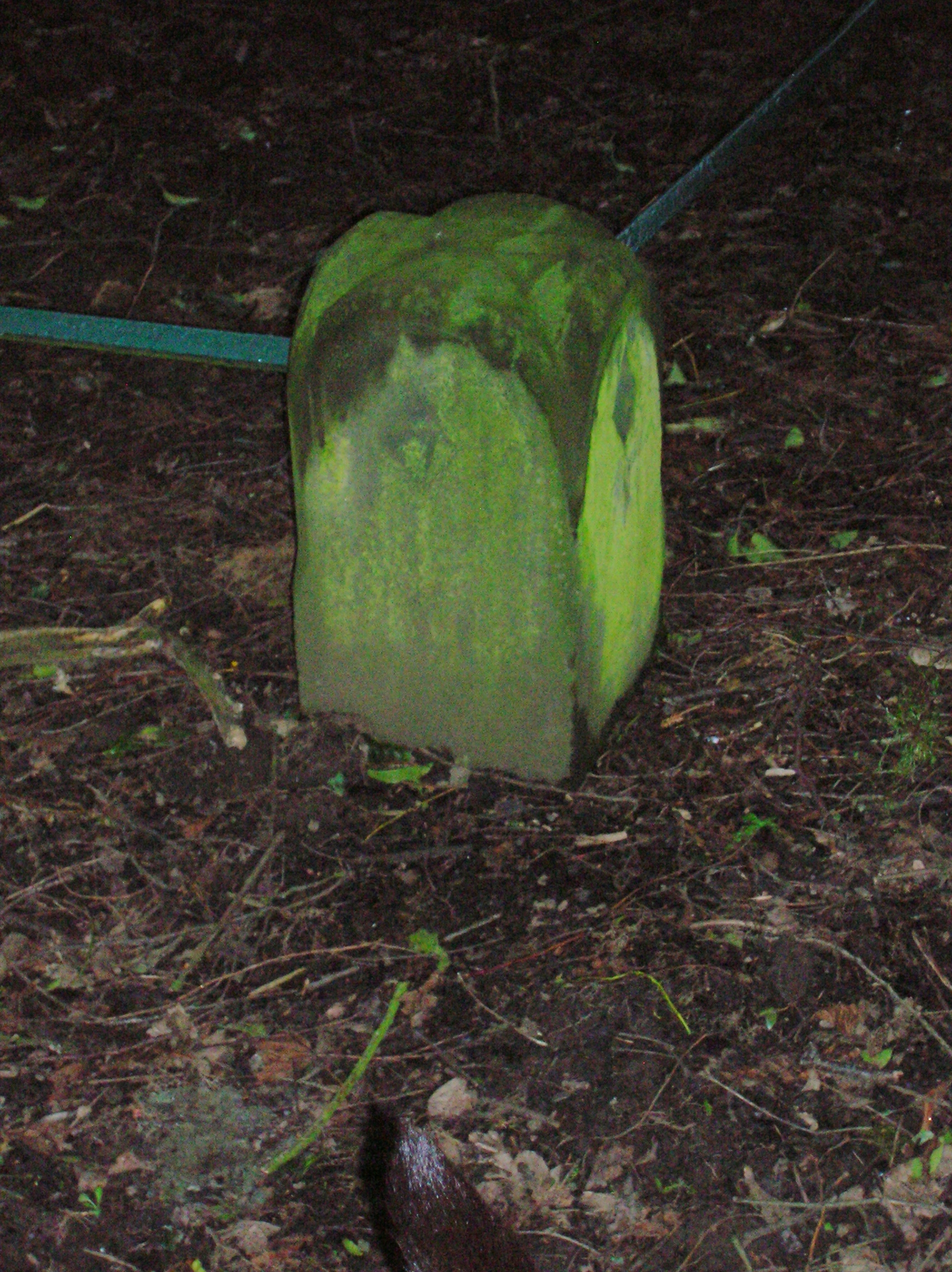
Pierre de délimitation de la fosse à choléra dans le parc Howard, Kilmarnock, East Ayrshire, Écosse.
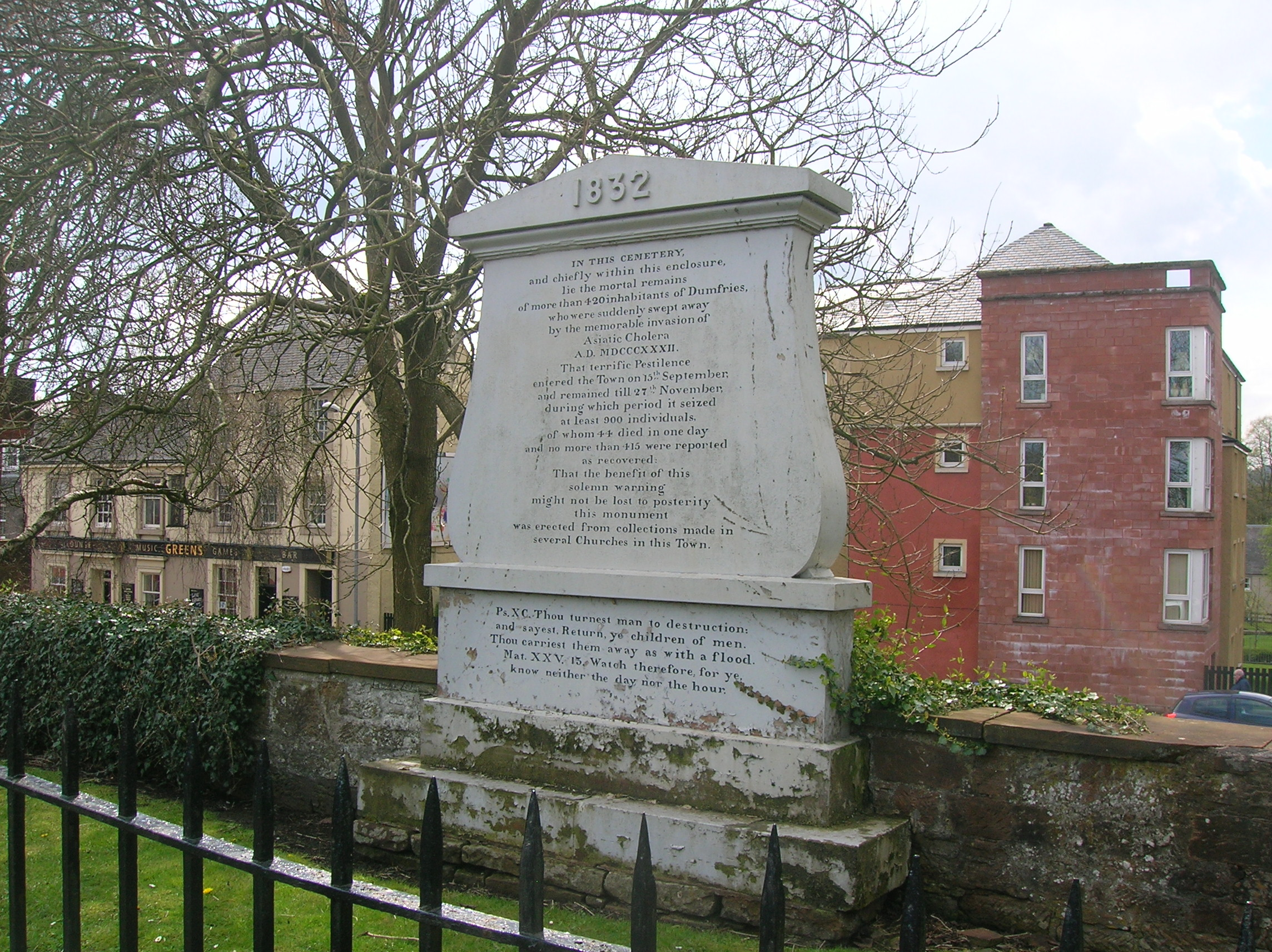
Fosse et monument dédié au choléra, cimetière de l'église St Michael, Dumfries, Écosse.
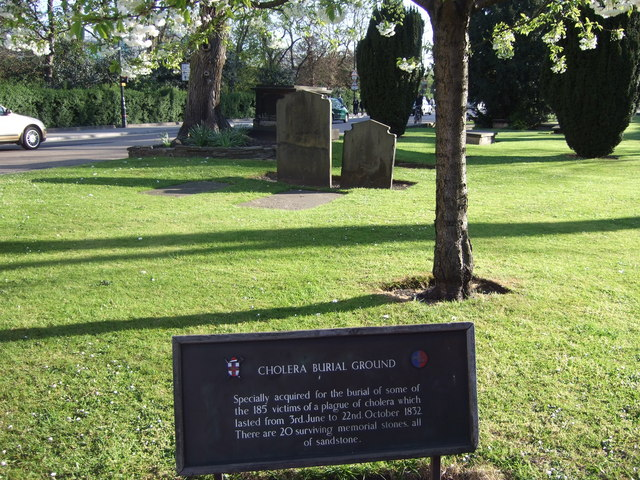
Plaque commémorative à York sur le lieu d'inhumation des victimes du choléra.
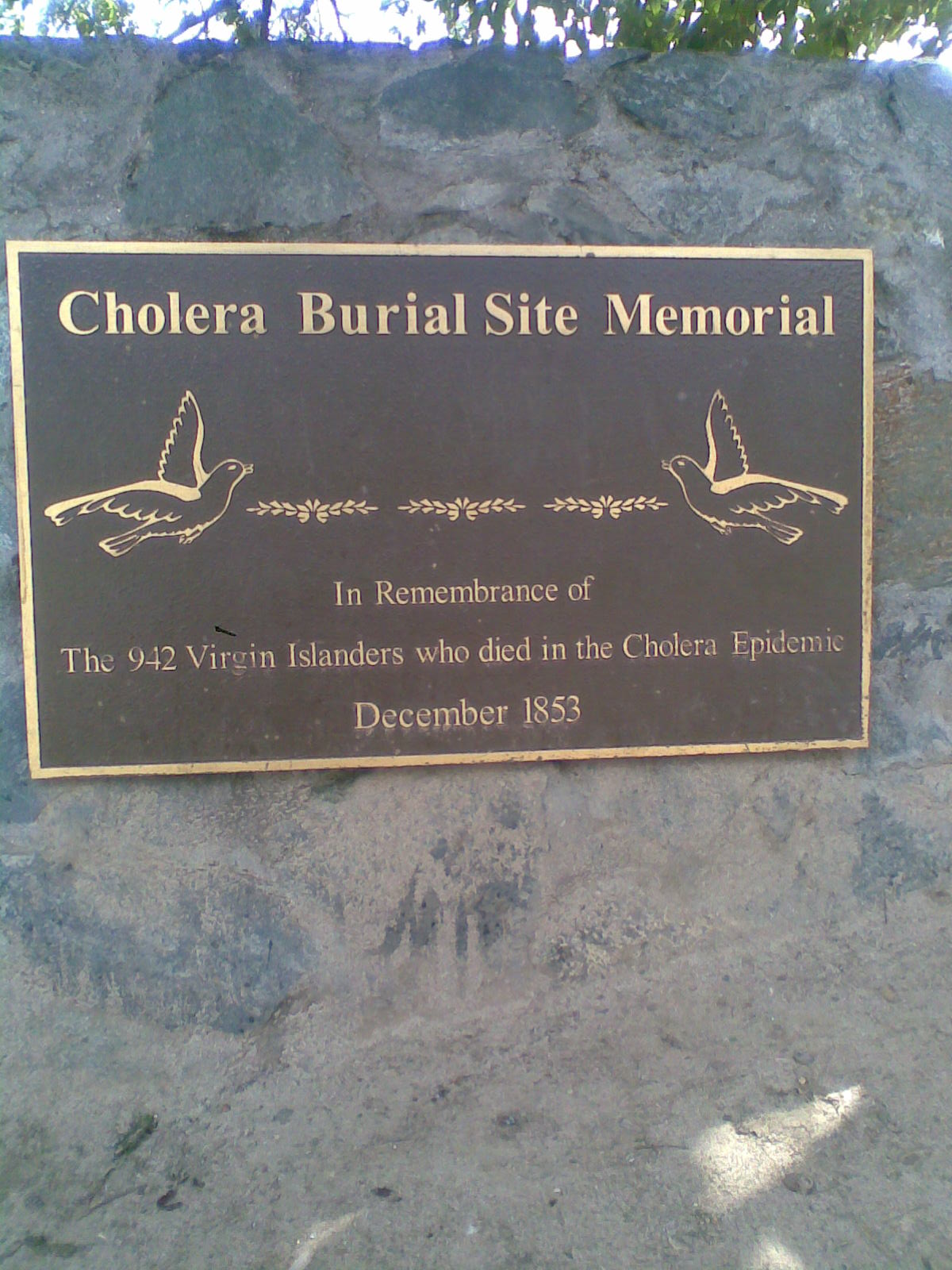
Plaque commémorative en l'honneur des 942 victimes des Îles Vierges britanniques en 1852.
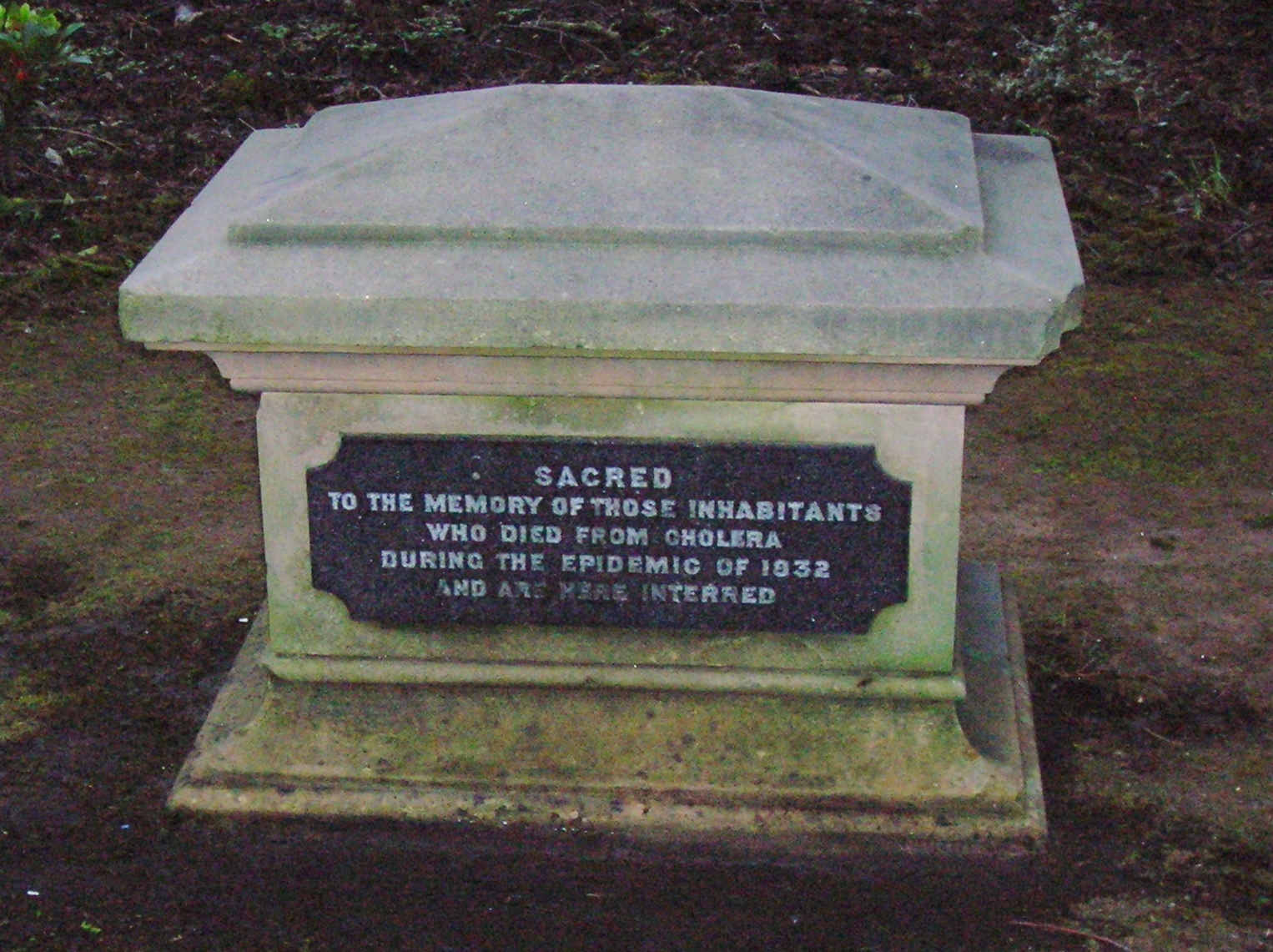
Mémorial aux victimes de l'épidémie de choléra de 1832 dans la fosse à choléra du parc Howard, Kilmarnock, East Ayrshire, Écosse.

## Suède

Cimetières du choléra et mémoriaux en Suède
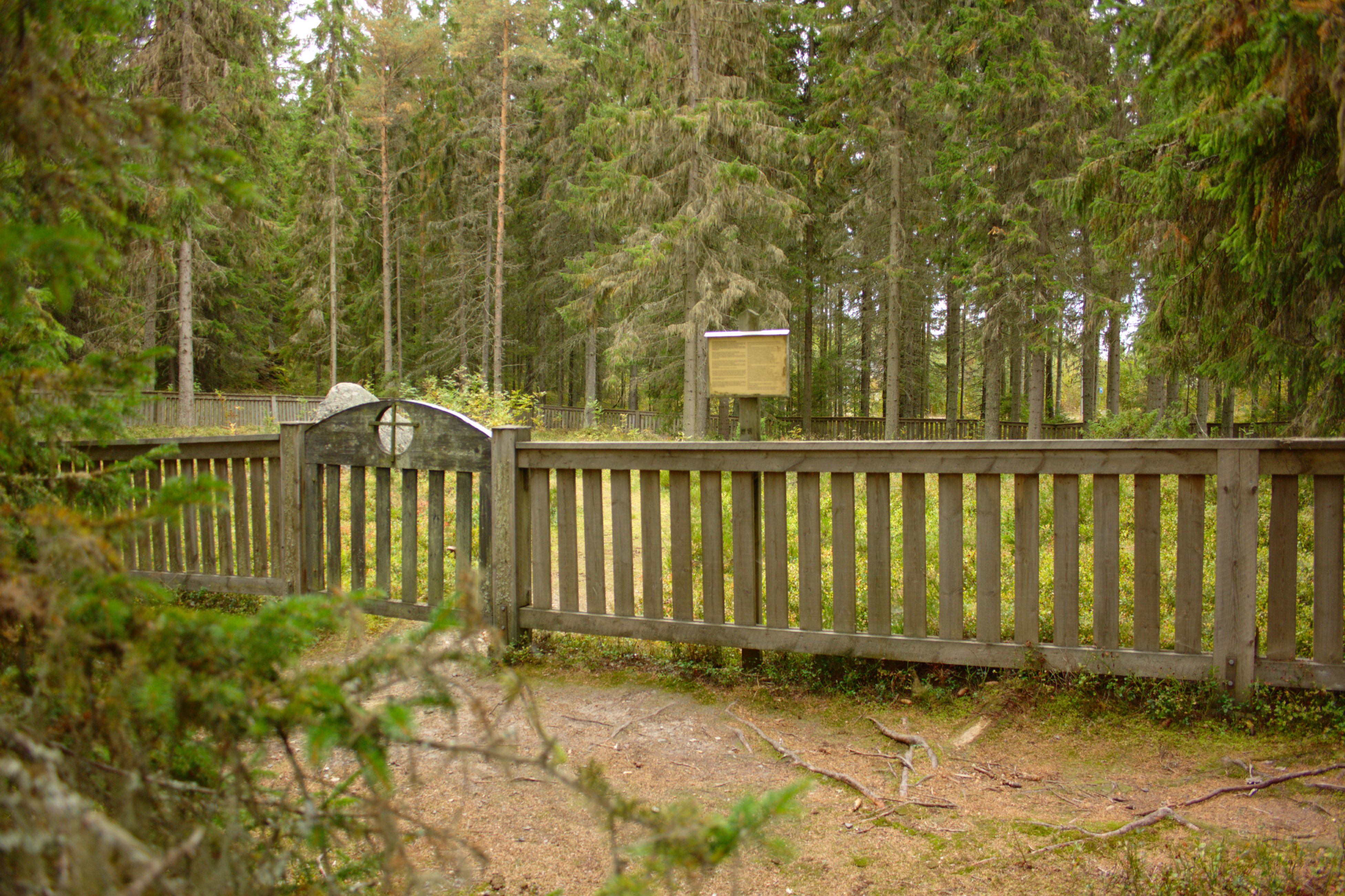
Le cimetière du choléra de Holmen est une fosse commune où sont enterrées 26 personnes (nommées) qui seraient mortes du choléra. Cela s'est produit deux fois, en 1854 et en 1866.
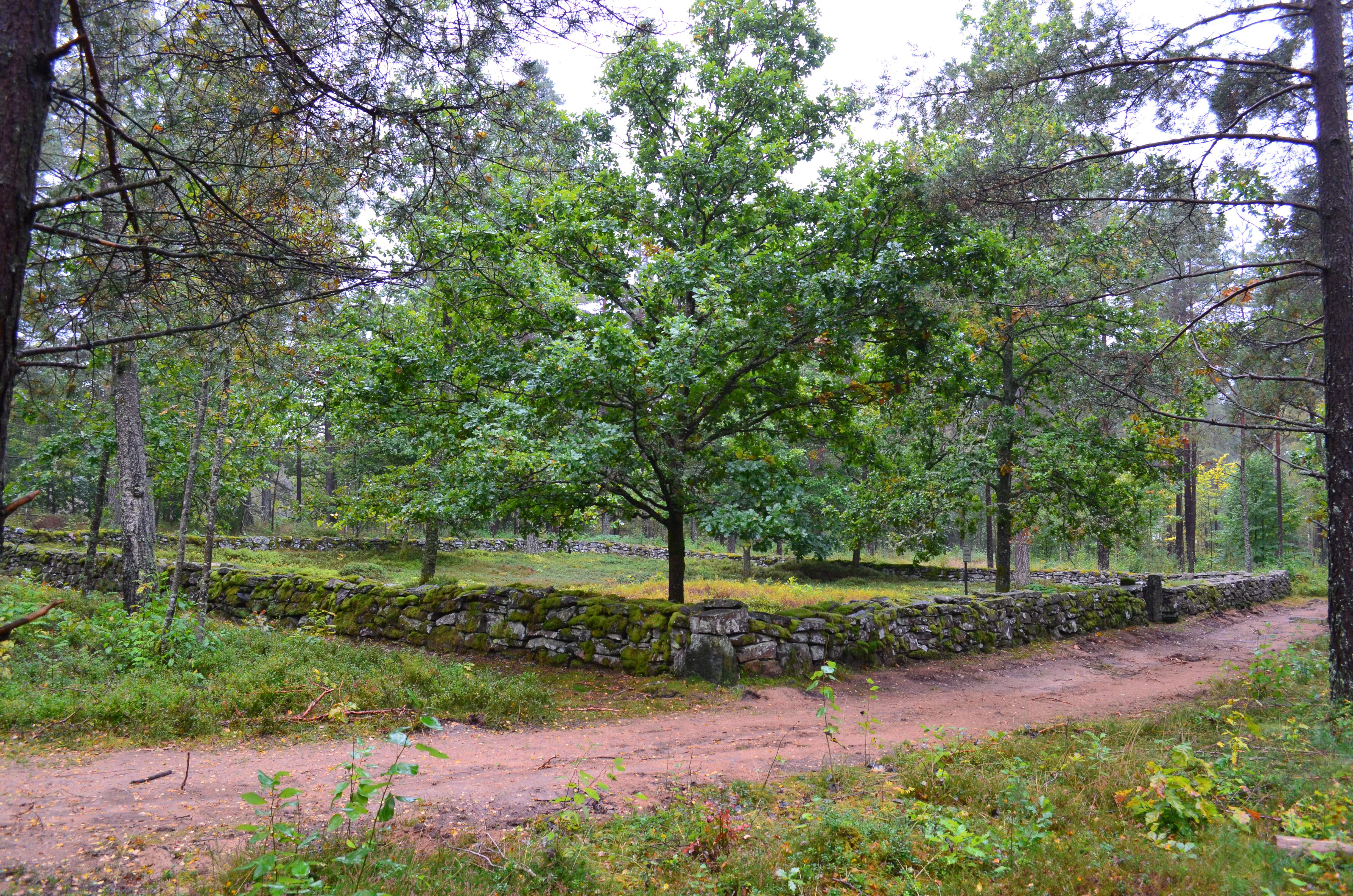
Le cimetière du choléra de Björketorps à Rävlanda qui, selon un panneau sur le site, a été fondé vers 1835.
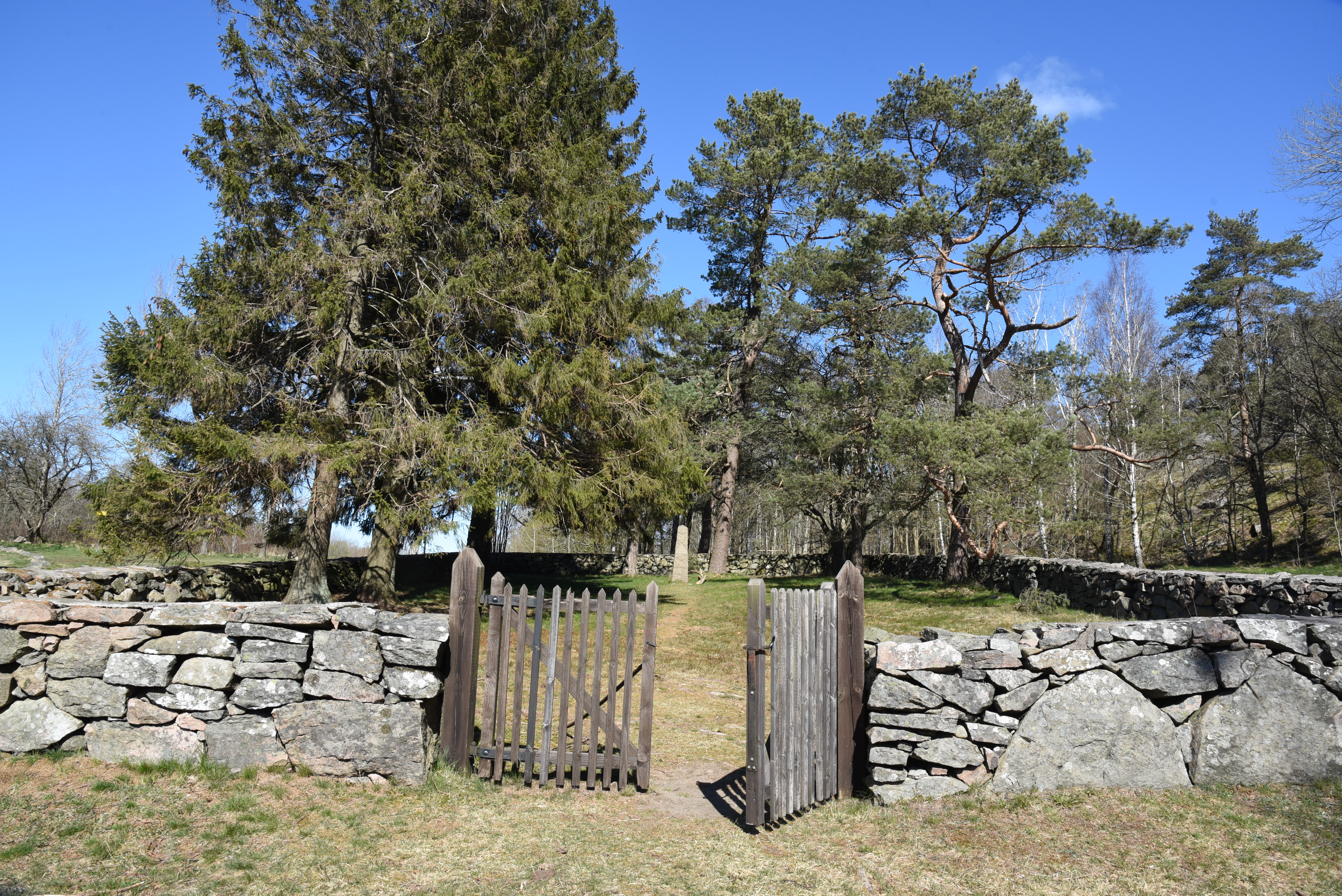
Le cimetière du choléra de Kallebäck à Göteborg, créé en 1866.
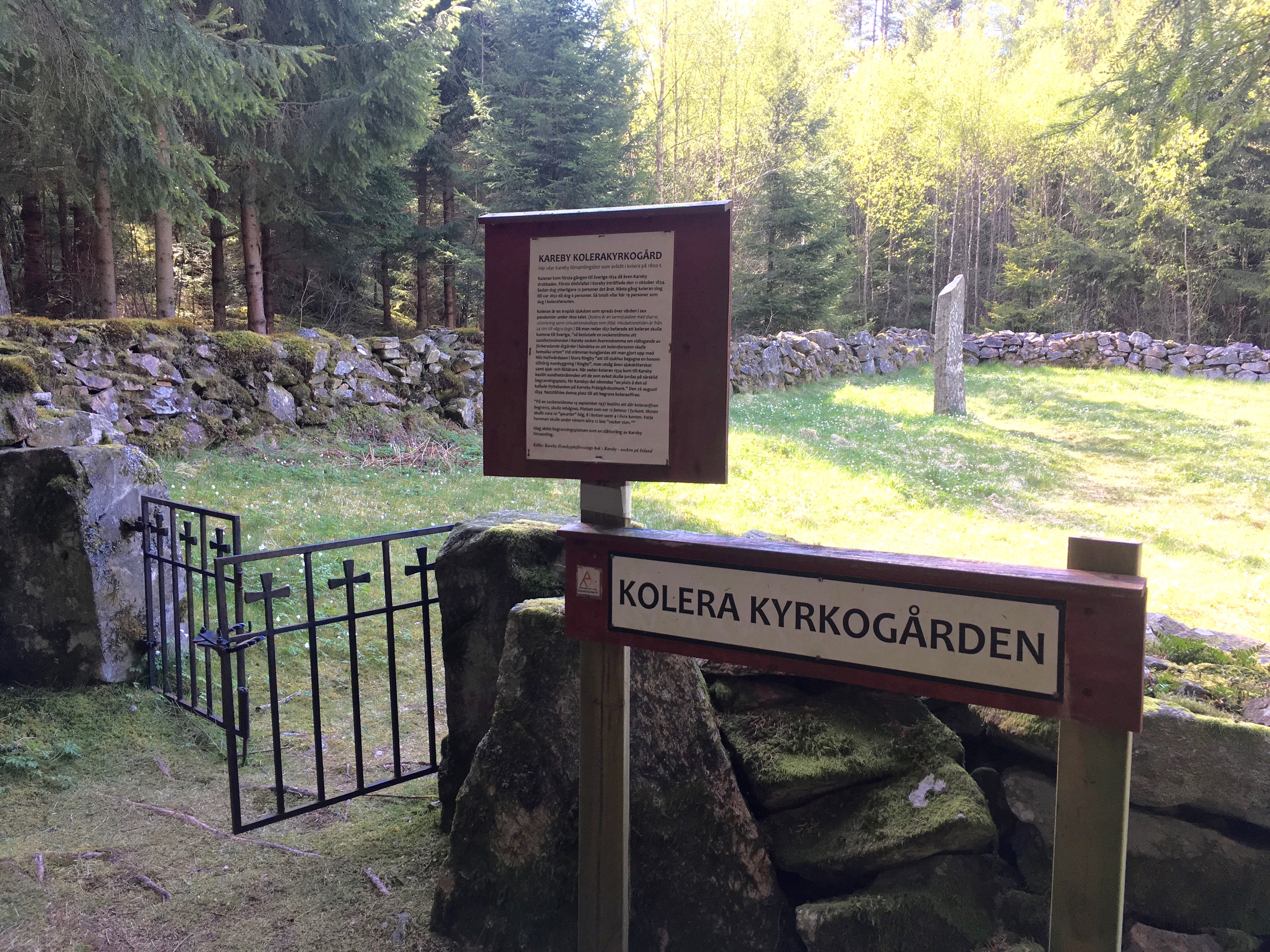
Le cimetière du choléra de Kareby à Kungälv, établi en août 1834.
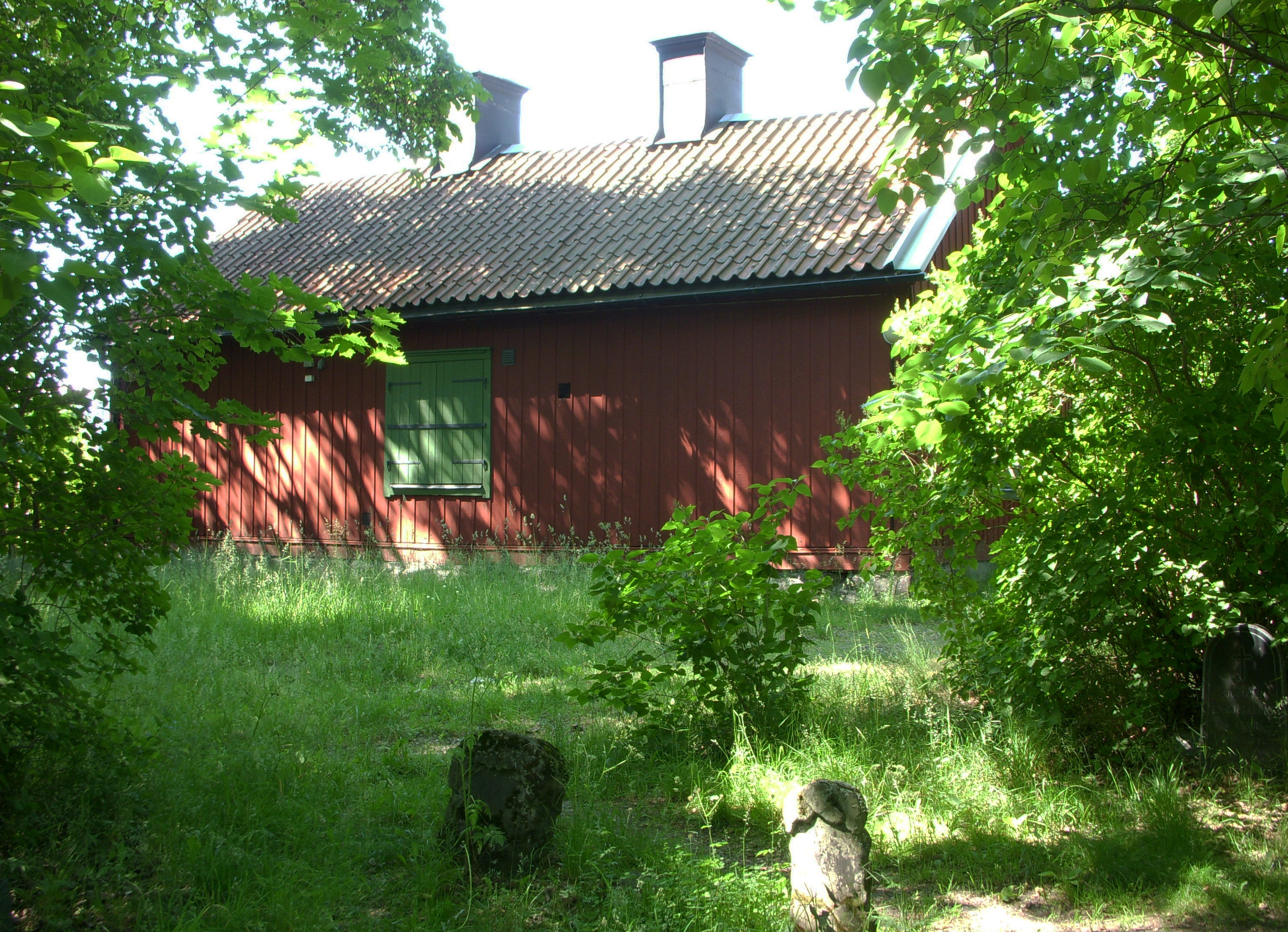
Logement du fossoyeur de 1832 du cimetière du choléra de Skanstull, aujourd'hui un parc.